# (20441) Elijahmena
(20441) Elijahmena (1999 JH50) – planetoida z grupy pasa głównego asteroid okrążająca Słońce w ciągu 3,46 lat w średniej odległości 2,29 j.a. Odkryta 10 maja 1999 roku.